# قرار مجلس الأمن التابع للأمم المتحدة رقم 2080
قرار مجلس الأمن التابع للأمم المتحدة رقم 2080، المتخذ بالإجماع في 12 ديسمبر 2012. فيما يتعلق بالمحكمة الجنائية الدولية لرواندا. وفي القرار، طلب مجلس الأمن أيضًا تحديثات بشأن انتقال المحكمة الجنائية الدولية لرواندا إلى الآلية الدولية لتصريف الأعمال المتبقية للمحكمتين الجنائيتين (IRMCT)، والتي كان من المقرر أن تنهي المهام المتبقية للمحكمة الجنائية الدولية لرواندا ومحكمة مماثلة معنية بجرائم الحرب والإبادة الجماعية في العالم في الحروب اليوغوسلافية.

## روابط خارجية
- نص القرار في undocs.org